# Sinogomphus pylades
Sinogomphus pylades är en trollsländeart som först beskrevs av Maurits Anne Lieftinck 1939.  Sinogomphus pylades ingår i släktet Sinogomphus och familjen flodtrollsländor. Inga underarter finns listade i Catalogue of Life.